# Ноєндорф (Рейнланд-Пфальц)
Ноєндорф (нім. Neuendorf) — громада в Німеччині, розташована в землі Рейнланд-Пфальц. Входить до складу району Бітбург-Прюм. Складова частина об'єднання громад Прюм.
Площа — 5,71 км2. Населення становить 112 ос. (станом на 31 грудня 2020).